# Стереозображення

«Коливальна» стереоскопія. Технологія GIF-анімації дозволяє створити відчуття об'єму навіть при монокулярному зору. Схожий механізм сприйняття обсягу реалізує і природа — наприклад, кури, хитаючи головою, забезпечують високоякісне сприйняття (хоча поля зору їхніх очей перекриваються дуже мало)

Стереозображення — картина або відеоряд, який використовує два окремих  зображення, що дозволяють досягти стереоефекту.
Щоб створити стереозображення в програмі тривимірного моделювання, потрібно зробити подвійний рендеринг сцени — з двох камер, що відповідають очам спостерігача.

## Методи демонстрації об'ємного зображення

### «Справжня» стереоскопія

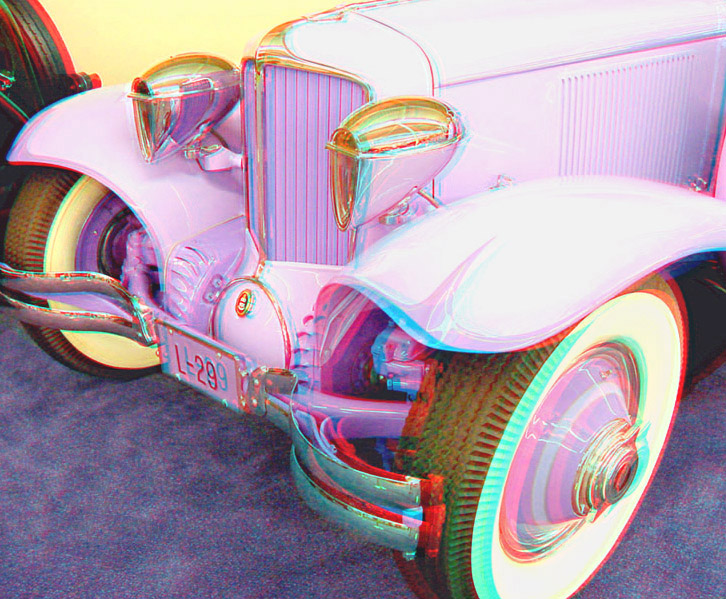
Кольорова анагліфічна фотографія (фільтр для лівого ока — червоний, для правого — блакитний). Для перегляду рекомендуються анагліф-окуляри.

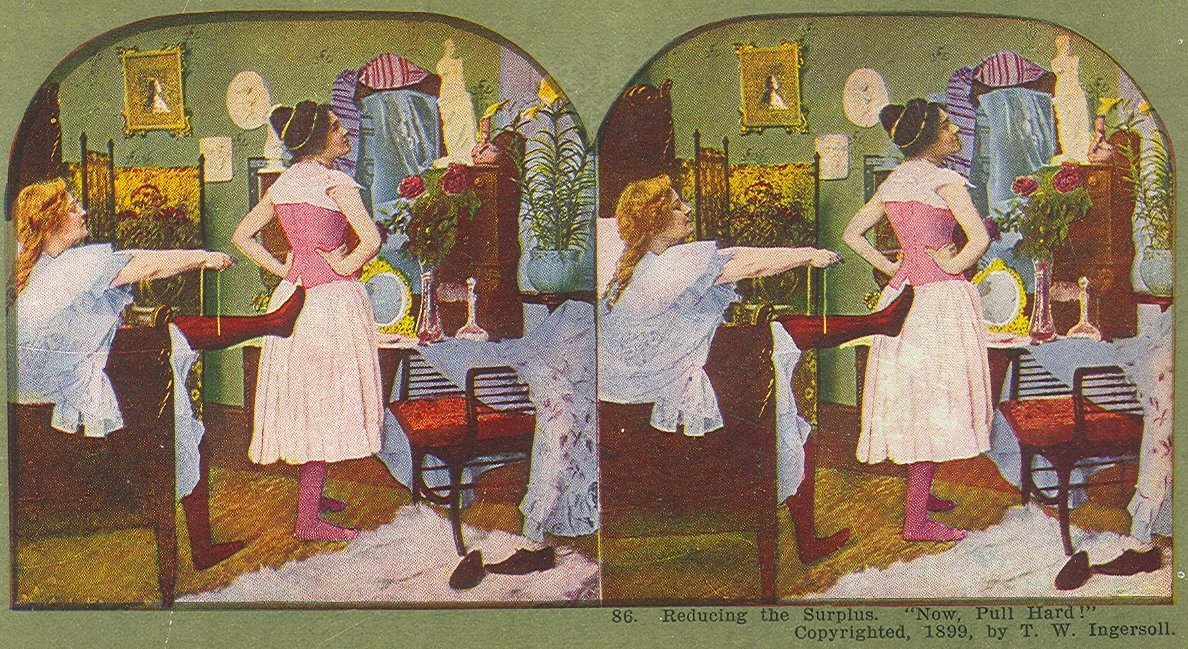
Стереокарта для побутового стереоскопа.

Для створення і перегляду стереозображення використовуються різні пристрої і методи:
- Метод перехресного погляду (косоокість) дозволяє подивитися повноколірну стереокартинку без наявності будь-якого обладнання, стерео ефект досягається за рахунок фокусування очей повз (далі чи ближче) зображення. Спосіб, при якому очі дивляться фокусуються далі зображення, кращий, оскільки викликає меншу напругу очей. Спосіб придатний тільки для перегляду відносно невеликих зображень розміром 60-70 мм кожне, що зумовлене міжзіничною відстанню у людини.

- Метод дзеркального розділення зображень (дзеркало розколу) дозволяє обійтися без напруження погляду, застосовуючи дзеркало для поділу полів огляду. Стереокартинка для даного методу, як і для попереднього, являє собою лівий і правий кадри, тільки один з них дзеркально переверненутий. Дзеркало ставиться перпендикулярно до обличчя, впритул до перенісся, і перпендикулярно до картинки, в місце поділу лівого і правого кадру.[1] Зазвичай лівий кадр дзеркально відображений. У цьому випадку потрібно дивитися обома очима направо: праве око дивиться на праву картинку, ліве через дзеркало — на ліву. Плавно підлаштовуючи дзеркало, потрібно поєднати зображення так, щоб виник стереоефект. Перевага цього методу у тому, що використовуючи лише підручні матеріали, можна отримати повноколірне стереозображення. Недолік у тому, що доводиться розміщуватися близько до екрану. Для великих зображень потрібні великі дзеркала.
- Кольорова анагліфічна фотографія (фільтр для лівого ока — червоний, для правого — блакитний). Для перегляду рекомендуються анагліф-окуляри. Анагліф-окуляри — різнокольорові окуляри, замість лінз в які вставлені світлофільтри кольорів CMY. Дешевий, але досить ефективний метод, фізично він не забезпечує правильну передачу кольорового стереозображення, однак нервова система досить добре його інтерпретує. Час адаптації близько 30 секунд, після тривалого використання на пропорційний період порушується сприйняття кольору.

- Затворні стереоокуляри. На екран проєктуються по черзі зображення то для лівого ока, то для правого. Відповідно, окуляри відкривають огляд то лівому оку, то правому. Застосовуються в 3D-кіно формату XpanD. Зрідка використовуються в комп'ютерних іграх, оскільки дозволяє застосовувати звичайний ЕПТ-монітор (але з потужною відеоплатою — навантаження на неї підвищується вдвічі). РК-монітор годиться не кожен — частоти розгортки у більшості з них не перевищують 75 Гц. Прикладом такої технології є NVIDIA 3D Vision. Для використання 3D Vision потрібен РК, плазмовий або OLED-монітор з частотою розгортки 120 Гц або вище, відеокарта від NVIDIA із 3D Vision і спеціальні окуляри. Починаючи з 2010 року у світі почався бум на стереоскопічні телевізори, що працюють за цим принципом.

- Поляризовані стереоокуляри. Самі окуляри дорогі, і вимагають спецобладнання, яке ще дорожче (кіноекран повинен бути алюмінований, щоб не було деполяризації світла). Проте (крім зниження яскравості і ціни) недоліків не мають. Звичайно застосовуються в стереокінотеатрах.
  - Засновані на лінійній поляризації (дешевше, але при нахилах голови стереоефект втрачається). Застосовується в 3D-кіно формату IMAX 3D.
  - Засновані на круговій поляризації (дорожче). Застосовується в 3D-кіно формату RealD кіно.

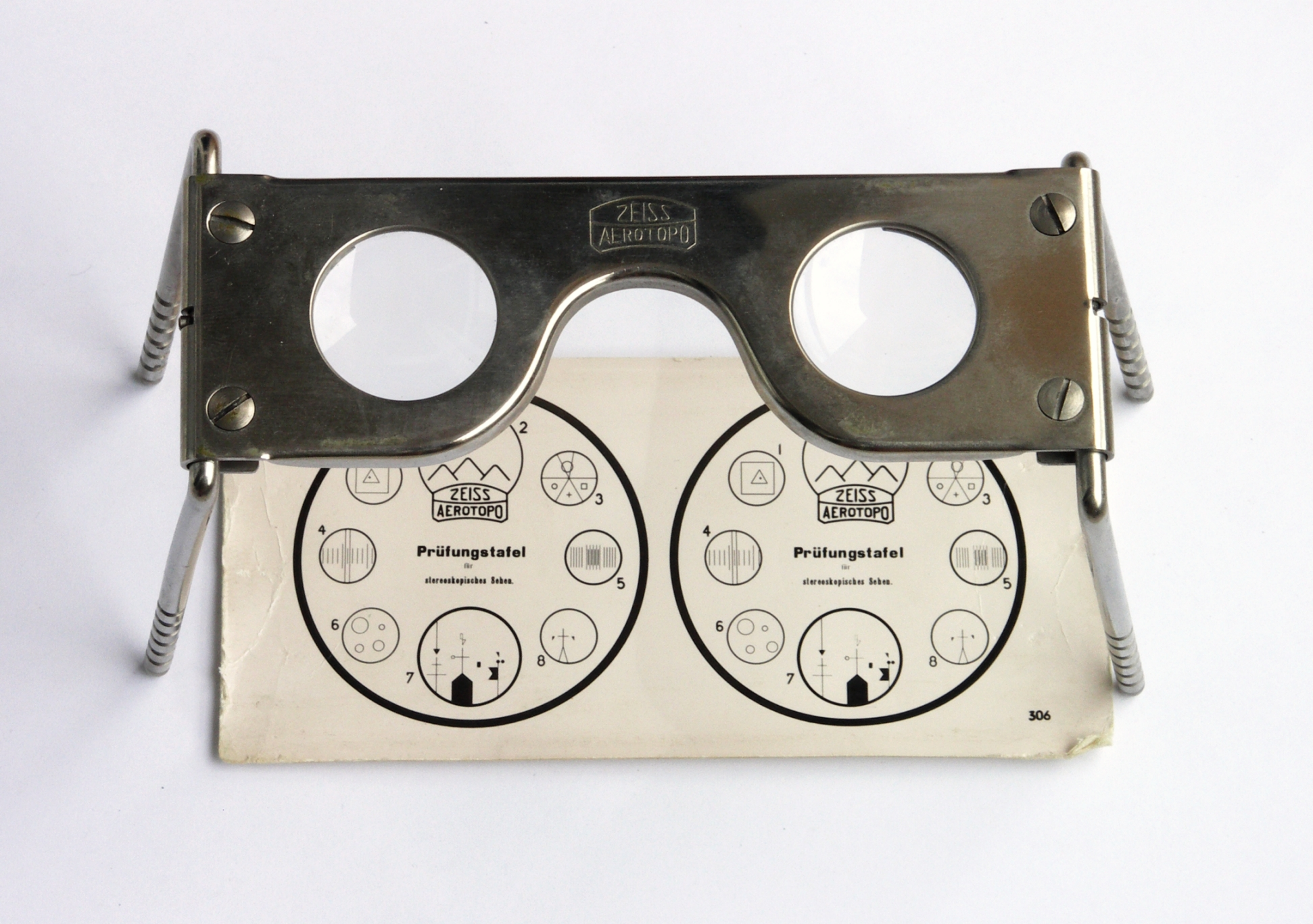
Кишеньковий стереоскоп з тестовою картинкою (використовується у військовій фотографії для дослідження стереопар).

- Кишеньковий стереоскоп з тестовою картинкою (використовується у військовій фотографії для дослідження стереопар). Стереоокуляри з багатосмуговими фільтрами забезпечують стереоефект за рахунок того, що лінзи пропускають лише вузькі смуги червоного, зеленого і синього. Проєкційне обладнання відносно дешеве, але самі стереоокуляри дорогі. Застосовується в 3D-кіно формату Dolby 3D.
- Стереоскоп — оптичний прилад з двома окулярами, зазвичай використовується для перегляду стереослайдів.

- Стереодисплей  — оптичний інструмент, за допомогою якого два площинних зображення комбінуються таким чином, що спостерігач отримує враження рельєфного предмета.
- Віртуальний шолом (VR HMD) — шолом, який показує для кожного ока окремі зображення. У результаті цього виходить стереоефект.

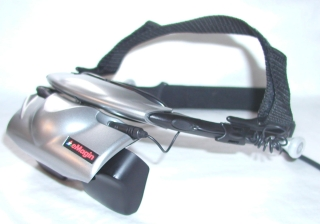
Віртуальний шолом для стереоефекту

Для перегляду тривимірних даних на комп'ютері у стереорежимі необхідно скористатися стереодрайверами. Найбільшою підтримкою 3D-програм, ігор і стереообладнання володіють стереодрайвери від NVidia.

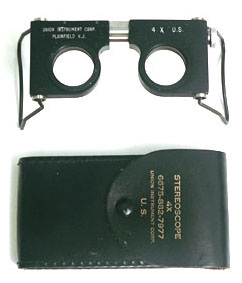
Стереоскоп з футляром. Під час Другої світової війни цей інструмент був використаний перекладачами союзників для аналізу зображень, знятих з автовишки розвідки.

### Автостереограма

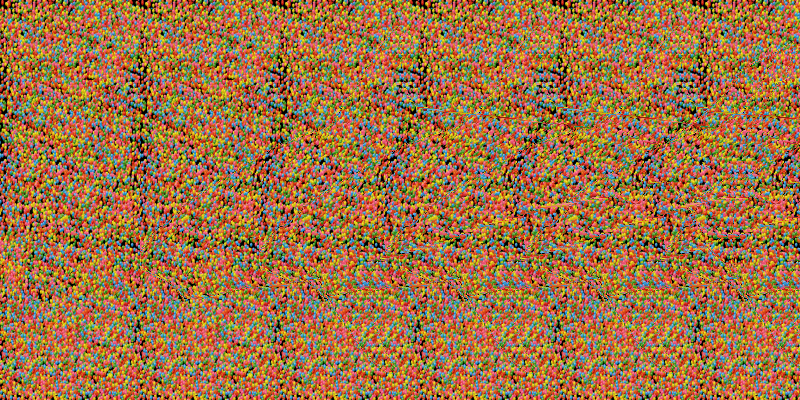
Автостереограма, в якій тривимірне зображення закодовано зміщеннями точок випадкового фону. Для спостереження тривимірного зображення необхідно дивитися на картинку особливим способом.

Автостереограмма сприймається спостерігачем без будь-яких зовнішніх сепаруючих пристосувань. Стереопара міститься в плоскому зображенні у вигляді вузьких вертикальних смужок сполучених зображень, що чергуються. При розгляданні автостереограм слід дивитися «крізь» зображення так, щоб ліве і праве око дивилися на призначені для них смужки.

### «Псевдостереоскопія»
Сприйняття об'єму може бути досягнене не тільки за допомогою одночасного розглядання об'єкта, або зображення двома очима одночасно, але і шляхом досить швидкої зміни зображень в одному каналі зображення (при монокулярному зору). Так, технологія GIF-анімації дозволяє створювати псевдостереоскопічні об'ємні зображення (див. фото на початку статті).
Аналогічний метод запропонований і для «псевдостереотелебачення», шляхом створення анагліфічного зображення для рухомих, динамічних об'єктів. Замість одночасного розглядання зображення, відеосигнал розщеплюється за двома колірним каналами (зазвичай — червоний і блакитний, із застосуванням відповідних окулярів). Динамічне плоске кольорове монокулярне зображення обробляється таким чином, що на одне око (наприклад, червоний канал) подається незмінний відеосигнал, а на друге (блакитний канал) — подають сигнал з невеликою тимчасовою затримкою, від динамічної сцени. За рахунок руху об'єктів в сцені, людський мозок отримує «об'ємне зображення» (але тільки якщо об'єкти переднього плану або зміщуються, або повертаються). Недоліком даного методу є обмеженість типу сцен, у яких може виникнути стереоефект, а також помітна втрата якості кольорової картинки (кожне око отримує майже монохроматичне кольорове зображення).

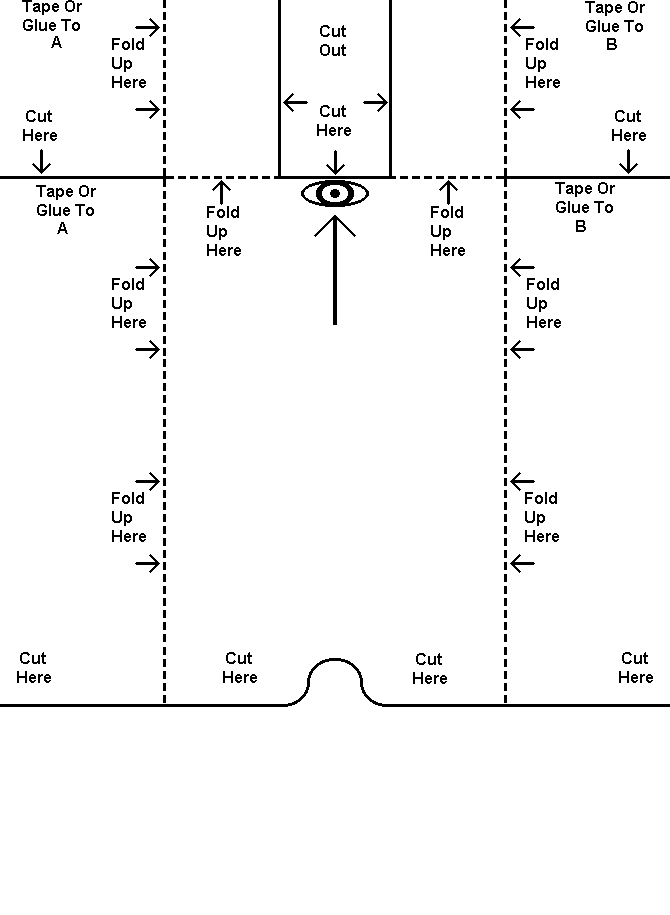
Стереокарта

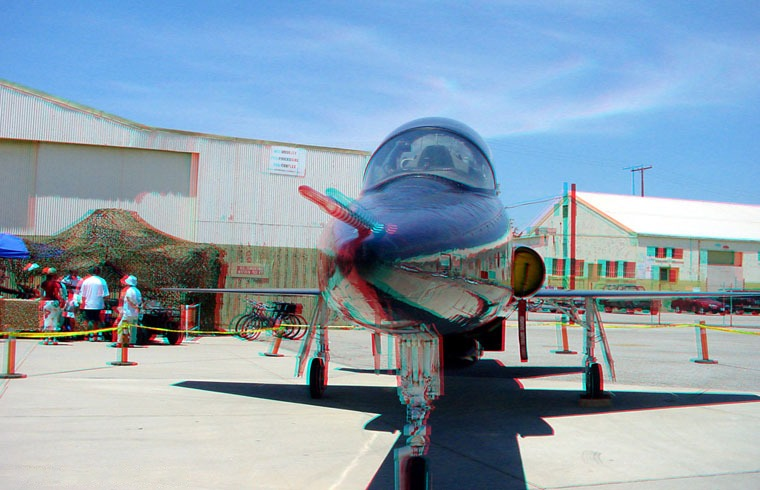
Повноколірне анахроматичне зображення.
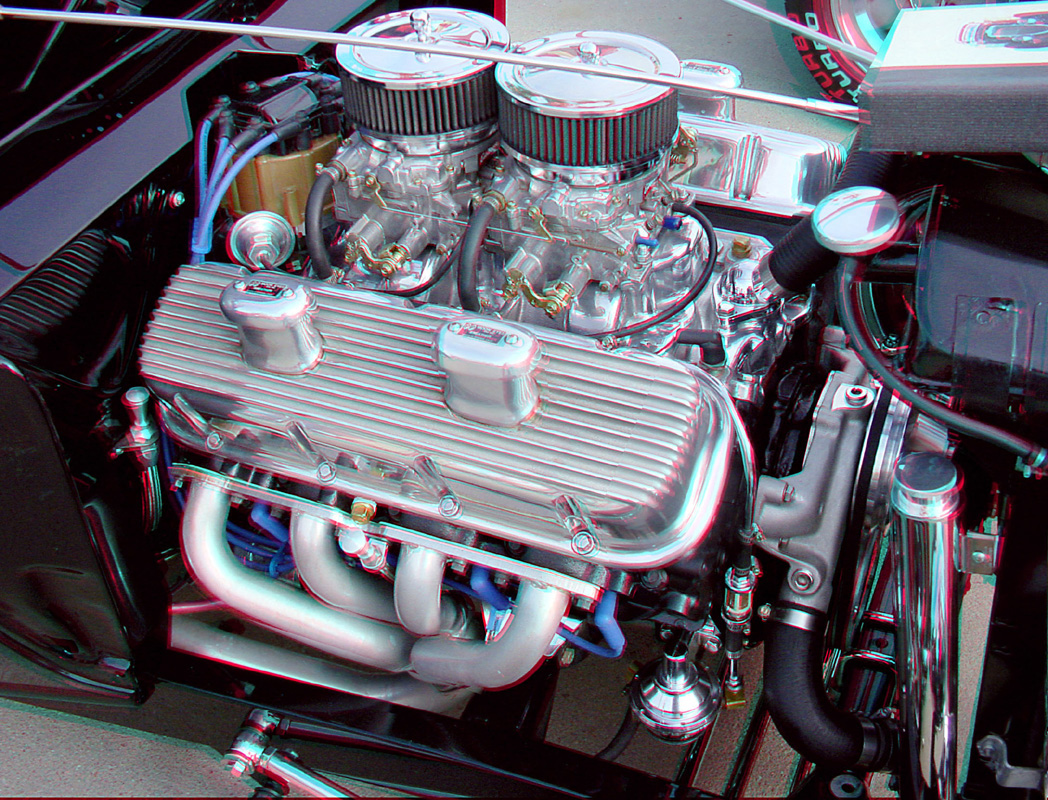
3-D вигляд двигуна, застосовуючи ту ж саму технологію.